# Bozieni, Prahova
Bozieni (mai vechi, Mazili) este un sat în comuna Fântânele din județul Prahova, Muntenia, România.
Așezarea este atestată documentar din anul 1602.
Vechea vatră a satului Fântânele, localitatea Bozieni a decăzut din cauza lipsei de apă, localnicii mutându-se în satele Mazili și Ungureni, denumite împreună Fântânele, deoarece acolo se găsea apă. Declinul satului a devenit mai pronunțat după cutremurul din 1977, când mare parte din clădiri s-au dărâmat, iar locuitorii au părăsit în masă așezarea. La recensământul din 2002, o singură persoană a fost înregistrată ca locuind în Bozieni, Ecaterina Vlăduță, care în 2008 avea 75 de ani.